# Gaspar Becerra

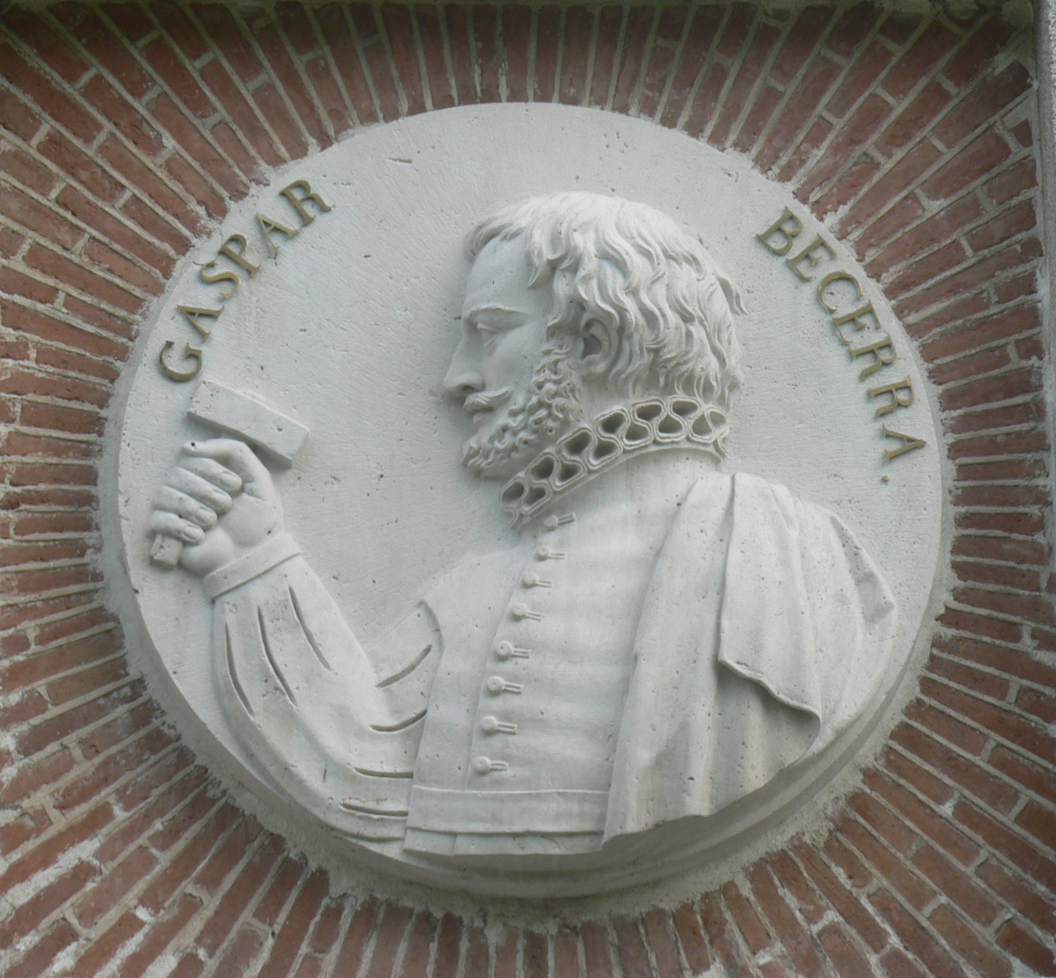
Gaspar Becerra

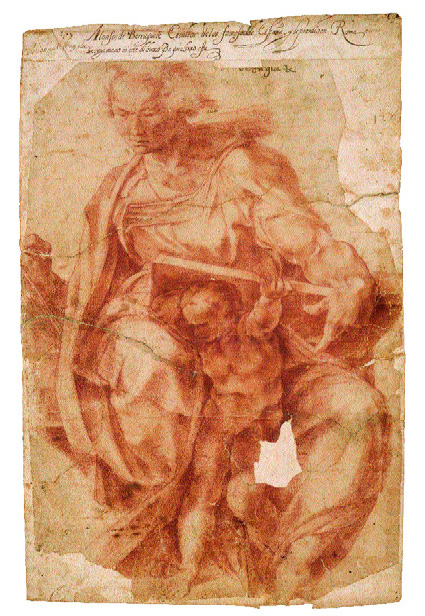
Daniel

Gaspar Becerra (* um 1520 in Baeza, Andalusien; † 1570 in Madrid) war seit 1562 Hofbildhauer und seit 1563 königlicher Maler; als Renaissancekünstler betätigte er sich auch als Architekt. 

## Leben
Becerra ging bereits in jungen Jahren nach Rom, studierte dort die Werke von Raffael und Michelangelo und arbeitete unter Giorgio Vasari an den Fresken in den Sälen der Cancelleria. Um das Jahr 1556 ließ er sich in Saragossa nieder. Sein Ruf führte ihn bald darauf nach Astorga. Danach trat er in die Dienste des Königs Philipp II. und arbeitete seitdem im Palast El Pardo und im Alcázar zu Madrid.

## Werk
Seine Fresken im Alcázar verbrannten 1734. Im Pardo-Palast befinden sich von ihm noch Deckenmalereien aus der Perseus-Sage. Mehrere seiner Altarblätter und Skulpturen finden sich in Madrid und anderen spanischen Städten. Er hat namentlich in der Bildhauerei an der Verbreitung des italienischen Geschmacks in Spanien bedeutend mitgewirkt. Als sein Meisterwerk gilt der in den Jahren 1558 bis 1562 geschaffene Altarretabel der Kathedrale von Astorga.
Von der Gründlichkeit der anatomischen Studien Becerras zeugen die von ihm gezeichneten Figuren für das Werk des Juan Valverde de Amusco (Rom 1556) sowie zwei für wissenschaftliche und künstlerische Zwecke gefertigte und in Gipsabgüssen verbreitete Statuen.